# Неиммунные формы сахарного диабета у детей
Неимму́нные фо́рмы са́харного диабе́та у дете́й представляют собой гетерогенную группу различных патологий, характеризующихся этиологическими, патогенетическими и клиническими особенностями. Принятый ISPAD (International Society for Pediatric and Adolescent Diabetes) консенсус,  определяет сахарный диабет как группу метаболических заболеваний, характеризующихся повышенным уровнем глюкозы в крови, обусловленным нарушением секреции инсулина, механизма действия инсулина либо обеими причинами. Одним словом, нарушения углеводного, жирового и белкового обмена, развивающиеся на фоне сахарного диабета, являются следствием дефицита действия инсулина на ткани-мишени. Данное представление о сахарном диабете нашло отражение в последней версии этиологической классификации Всемирной организации здравоохранения по нарушениям гликемии.

## Историческая справка
Последние 20 лет наглядно продемонстрировали, что сахарный диабет у детей не ограничивается аутоиммунным первым типом. Стало очевидным, что в клинической практике всё чаще встречаются неклассические формы заболевания. Безусловно возросла частота сахарного диабета 2-го типа и случаев его более ранней манифестации (заболевание «молодеет»), ассоциированных со значительным ростом выявления ожирения — как на территории России, так и во всём мире. Кроме того, интенсивное развитие молекулярной биологии в наш кибернетический век открывает широкие возможности для определения различных симптомокомплексов в нозологически самостоятельные формы — каждый год в научной литературе появляются описания всё новых генетических синдромов, ассоциированных с сахарным диабетом.

## Классификация
Различают:
- Сахарный диабет 2-го типа у детей и подростков;
- Сахарный диабет с аутосомно-доминантным типом наследования (MODY-диабет);
- Неонатальный сахарный диабет;
- DIDMOAD-синдром (синдром Вольфрама);
- Синдром Альстрема;
- Митохондриальный сахарный диабет.

Соотношение различных неиммунных форм сахарного диабета на сегодняшний день недостаточно изучено. Например в Великобритании на протяжении 13-ти месяцев диагноз «Сахарный диабет не 1-го типа» был идентифицирован у 168 детей, среди которых:
- 40% — сахарный диабет 2-го типа;
- 20% — вторичный сахарный диабет;
- 10% — MODY-диабет;
- 10% — синдромальный сахарный диабет и у
- 20% — форма диабета не была установлена[3][4].

## Диагностика неиммунных форм сахарного диабета у детей
Необходима своевременная диагностика «Сахарного диабета не 1-го типа» среди детей с впервые выявленным сахарным диабетом в связи́ с различием лечебной тактики и прогноза развития заболевания среди этой группы пациентов от сахарного диабета 1-го типа.
Доминирование в структуре сахарного диабета в детском возрасте инсулинозависимого сахарного диабета (острое начало, яркие и типичные клинические проявления: полидипсия, полиурия, снижение массы тела, лабораторное определение гипергликемии, глюкозурии и наличие кетоновых тел в моче, а в тяжёлых случаях — нарушение сознания) не оставляет места для сомнения в правильности выявленного типа диабета. Исследования, проведённые последние десять лет показали, что наряду с абсолютным преобладанием в детском возрасте сахарного диабета 1-го типа встречаются и более редкие формы. Следовательно, следует усомниться в типе сахарного диабета, если:
- диагноз «сахарный диабет» установлен до 6-месячного возраста (сахарный диабет 1-го типа составляет менее 1% случаев, остальные случаи — неонатальный сахарный диабет);
- имеет место мягкая манифестация сахарного диабета с постепенным началом;
- родители ребёнка страдают сахарным диабетом (при сахарном диабете 1-го типа — в 2—6% случаев);
- у ребёнка выявлена сопутствующая недиабетическая патология (тугоухость, атрофия дисков зрительных нервов и так далее);
- определяемый уровень C-пептида выше 200 нмоль/л (показатель секреции эндогенного или собственного инсулина) — в пределах нормы вне «медового месяца» (через 3 года с момента манифестации или дебюта сахарного диабета), когда уровень гликемии превышает 8 ммоль/л (при сахарном диабете 1-го типа — в 1—5% случаев);
- отсутствуют антитела к островковым клеткам поджелудочной железы, особенно в момент установления диагноза (при сахарном диабете 1-го типа — в 3—30% случаев). Из приведённых цифр следует, что вариабельность этого показателя настолько высока, что рекомендуется далее проведение генетического обследования пациента.

Стёртые, нетипичные по течению формы заболевания, ранняя (на начальных этапах нарушения углеводного обмена) диагностика сахарного диабета 1-го типа требуют для дифференциальной диагностики комплексного подхода с привлечением генеалогического анализа и дополнительных методов исследования.

## Сахарный диабет 2-го типа у детей и подростков
Пациенты с са́харным диабе́том 2-го ти́па, как правило, имеют избыток веса — в отличие от лиц с сахарным диабетом 1-го типа, страдающих дефицитом веса (особенно на момент манифестации). При сахарном диабете 2-го типа присутствует инсулинорезистентность, артериальная гипертензия, дислипидемия, у девушек — синдром поликистозных яичников. Заболевание манифестирует обычно в пубертате (периоде полового созревания). В семейном анамнезе родители или родственники страдают сахарным диабетом 2-го типа.
Обычно для коррекции нарушений углеводного обмена при сахарном диабете 2-го типа у детей используют немедикаментозную терапию (рекомендуют снижение массы тела при помощи диетотерапии и повышения физической активности). Снижение массы тела способствует уменьшению инсулинорезистентности и улучшению гликемического контроля. Тем не менее, диетотерапия и изменение образа жизни при развитии сахарного диабета 2-го типа у детей дают выраженный результат лишь в 10% случаев. С учётом клинической картины заболевания и возраста ребёнка возможно применение фитотерапии, таблетированных сахароснижающих средств — препаратов сульфонилмочевины (глибенкламид) или бигуаниды (метформин). Дети, у которых заболевание манифестировало кетоацидозом или выраженной гипергликемией (уровень гликемии выше 11,1 ммоль/л и/или концентрация гликозилированного гемоглобина (Hb A1C) выше 8,5%), должны начинать лечение с введения экзогенного инсулина — инсулинотерапию следует продолжать до устранения кетоацидоза и снижения уровня гликемии до нормальных значений.
Метформин — единственный бигуанид, разрешённый в США и России для лечения детей с сахарным диабетом 2-го типа с 12-летнего возраста — является эффективным пероральным препаратом, снижающим гликемию. Мультицентровое рандомизированное двойное слепое плацебо-контролируемое исследование эффективности и безопасности лечения сахарного диабета 2-го типа у детей и подростков от 12 до 16 лет показало достоверное снижение уровня гликемии натощак и показателя гликозилированного гемоглобина (Hb A1C) по сравнению с контрольной группой. При назначении метформина рекомендуется мониторировать функцию печени. Если биохимические показатели превышают нормальные параметры более чем в 2,5 раза, начинать лечение метформином не рекомендуется. В таком случае продолжают инсулинотерапию (при стеатогепатите лечение также начинают с инсулинотерапии).
У детей и подростков с сахарным диабетом 2-го типа более высокий риск развития неалкогольного жирового гепатоза, артериальной гипертензии и дислипидемии, являющихся важным провоцирующим фактором в развитии заболеваний сердечно-сосудистой системы. Артериальная гипертензия выявляется у 17—32% подростков уже в дебюте заболевания, а гиперхолестеринемия — у 33%. Возможно, как и у взрослых пациентов, развитие кетоацидоза и гиперосмолярной гипергликемии, риск развития микроангиопатий (ретинопатия, нефропатия, нейропатия) возрастает при неудовлетворительном контроле уровня гликемии.

## Сахарный диабет с аутосомно-доминантным типом наследования (MODY-диабет)
MODY-диабет (от англ. Maturity Onset Diabetes of the Young) — произносится: Мо́ди-диабе́т или Са́харный диабе́т взро́слого ти́па у молоды́х — термин, впервые введён R. Tattersall, объединяет гетерогенную группу заболеваний с аутосомно-доминантным типом наследования, приводящих к дисфункции бета-клеток, что проявляется нарушением углеводного обмена (сахарный диабет). Заболевание манифестирует в молодом возрасте, протекает мягко, подобно «взрослому» диабету второго типа, но зачастую без снижения чувствительности к инсулину. Первым в 1992 году был идентифицирован MODY-2 (мутация гена глюкокиназы). На сегодняшний день описано уже 8 генов, дефекты которых приводят к развитию клинической картины определённого вида MODY. В современной классификации сахарного диабета по версии ВОЗ MODY относят к типам диабета «связанным с генетическим дефектом функционирования бета-клеток», с делением на подтипы в соответствии с конкретным повреждённым ге́ном (MODY1-MODY9).
Заподозрить MODY следует, если дебют заболевания произошёл в молодом возрасте (до 25 лет), у пациента отсутствует ожирение и прослеживается заболеваемость сахарным диабетом в двух и более поколениях. Частота MODY в Великобритании среди «Сахарного диабета не 1-го типа» составляет не более 10%.

## Неонатальный сахарный диабет
Не́оната́льный са́харный диабе́т — редко встречающееся гетерогенное по этиологии заболевание, манифестирующее в первые 6 месяцев жизни. Различают две основные клинические группы:
- транзито́рный (преходящий) неонатальный сахарный диабет и
- пермане́нтный (персистирующий) неонатальный сахарный диабет.

В большинстве клинических случаев неонатального сахарного диабета возможно определение молекулярной этиологии синдрома — на данный момент учёными выявлено более 10 генов, ответственных за развитие заболевания. На долю транзиторного призодится около 50% случаев неонатального сахарного диабета.
Приводятся данные о том, что 90% случаев неонатального сахарного диабета, вызванного мутацией в KCJN11, успешно компенсируются приёмом препаратов сульфонилмочевины и могут быть успешно переведены с инсулинотерапии с улучшением гликемического контроля независимо от длительности течения данного типа сахарного диабета.

## Синдром Вольфрама
DIDMOAD-синдро́м (произносится Дидмо́ад-синдро́м — аббревиатура расшифровывается как Diabetes Insipidus, Diabetes Mellitus — несахарный, сахарный диабет; Optic Atrophy — атрофия диска зрительного нерва; Deafness — тугоухость, известен также как Синдро́м Вольфра́ма) — аутосомно-рецессивно наследуемый синдром, ассоциированный с инсулинозависимым сахарным диабетом и прогрессирующей атрофией диска зрительного нерва, которые выявляют до 16-летнего возраста.
Развёрнутая клиническая картина (фенотипически) встречается приблизительно у 75% пациентов. Сахарный диабет неаутоиммунного генеза, клинические проявления недостаточности инсулина проявляются приблизительно в 6-летнем возрасте. Средняя продолжительность жизни достигает 30-ти лет, в течение этого срока происходит развитие полного фенотипа данного синдрома.

## Синдром Альстрема
Синдро́м Альстре́ма, описанный в 1959 г. шведским офтальмологом С. Alstrem, начинается около 2-летнего возраста, характеризуется:
- пигментной дегенерацией сетчатки с нистагмом и фотодисфорией;
- ожирением;
- прогрессирующей нейросенсорной глухотой;
- дилятационной кардиомиопатией;
- синдром инсулинорезистентности (метаболический синдром), в том числе — сахарным диабетом и нефропатией.

На сегодняшний день известен единственный ген, связанный с развитием синдрома Альстрема — ALMS1. У 20—45% пациентов мутация подтверждается молекулярным методом. Ген картирован 2рр.13.
Специфического лечения нет — проводится только симптоматическая терапия.

## Митохондриальный сахарный диабет
Митохондриа́льный са́харный диабе́т — группа генетически обусловленных заболеваний, наследующихся исключительно по материнской линии, проявляющихся сочетанием клинической картины сахарного диабета и сопутствующих неврологических заболеваний: тугоухость, миопатии или неврологические нарушения.
Причина митохондриальных форм сахарного диабета — точечная мутация в паре нуклеотидов 3243. Сахарный диабет, вызванный данной мутацией, может дебютировать в возрастном периоде от окончания пубертатного периода до 85-ти лет.
На сегодняшний день специфического лечения митохондриального сахарного диабета не существует. Обычно необходимость в проведении инсулинотерапии возникает с момента выявления заболевания.